# 杀虫畏
杀虫畏（英語：Tetrachlorvinphos，也称为司替罗磷，Stirofos）是一种有机磷酸酯杀虫剂，用于杀灭跳蚤和蜱虫，最初在1966年由美国农业部批准使用，1987年起停用。